# Rio do Campo
Rio do Campo é um município brasileiro do estado de Santa Catarina. Localiza-se a uma latitude 26º56'56" sul e a uma longitude 50º08'29" oeste, estando a uma altitude de 570 metros. Sua população estimada em 2011 era de 6.167 habitantes.
Possui uma área de 496,9 km².

## Economia
Sua economia é baseada basicamente na pequena propriedade familiar rural, sendo que se destacam os cultivos de arroz e fumo, e em menor escala estão os cultivos de milho, feijão, criações de gado, etc.
O município também vem tomando como vocação o plantio em grande quantidade de pinus e eucalipto, e a extração de resina dos pinus. Registre-se que a cidade, que começou essencialmente agrícola, já mostra vias de progresso na agroindústria.
No local estão várias famílias de origem europeia, dentre as quais portuguesas, italianas, alemães e polonesas. Existem origens negras e indígenas também no local.
O município conquistou sua própria comarca a partir do ano de 2004.

## Cultura
Existiam no município iniciativas culturais de grande ênfase como a festa das Origens a qual conseguia reunir os antigos Riocampenses que ainda possuem vínculos com sua antiga cidade, seja pela presença de familiares ou laços do passado. Rio do Campo não possui eventos culturais distintos que reflitam sua colonização devido à remoção destes no ano de 2005, porém no ano de 2013, Rio do Campo teve o retorno de sua principal festividade, a Festa das Origens, ainda conta com festivais da canção, CTGs, entre outras festividades.

## História
A história de sua colonização tem origem na Guerra do Contestado, quando alguns fugitivos desceram a Serra Geral fixando-se nas localidades de Rio Azul e arredores. Foram registrados conflitos entre posseiros em Taiozinho. Desmembrou-se de Taió no dia 29 de dezembro cuja data é o nome da rua principal da cidade.

## Religião
A religião local é predominantemente católica, seguida pela Assembleia de Deus, Congregação Cristã e Igreja Luterana (IECLB e IELB), dividindo-se ainda em várias outras denominações protestantes. Existem congregações espíritas, ocultistas e maçônicas.